# Dimitrie I. Berindei
Dimitrie I. Berindei (n. 6 decembrie 1831, Roșiorii de Vede – d. 27 mai 1884, București) a fost un politician și ministru român, membru fondator al  Partidului Național Liberal.
1. 1 2 3 4 5  Arheologi.ro, accesat în 5 septembrie 2021